# صالح علماني
صالح علماني (1949 - 2019) هو مترجم فلسطيني، تخصص في ترجمة الكتب والروايات من الإسبانية إلى العربية.

## النشأة
وُلد صالح علماني سنة 1949 في مدينة حمص في سوريا، ونشأ فيها حيثُ أمضى معظم سنوات طفولته في سوريا.

## من الطب إلى الأدب
يروي صالح بأنه سافر في العام 1970 لدراسة الطب في الجامعة؛ لكنّه تحول لدراسةِ الأدب الإسباني وذلكَ مع صعود تيار الرواية اللاتينية وبروزها عالميًا في تلك الآونة، فصمد سنة واحدة فقط؛ عمل بعدها في ميناء برشلونة واختلط بعالم القاع كأي متشرد. وبينما كان يتسكع في أحد مقاهي برشلونة ذات مساء، قابل صديقاً كان يحمل كتاباً، فنصحه بقراءته. كانت الطبعة الأولى من «مئة عام من العزلة» لغابرييل غارسيا ماركيز. يقول علماني: «عندما بدأت قراءتها، أصبت بصدمة. لغة عجائبية شدتني بعنف إلى صفحاتها. قررت أن أترجمها إلى العربية. وبالفعل ترجمت فصلين ثم أهملتها». ويضيف: «عندما عدت إلى دمشق نسيت الرواية في غمرة انشغالاتي. لكن ماركيز ظل يشدني، فترجمت قصصاً قصيرة له، ونشرتها في الصحف المحلية. ثم ترجمت «ليس لدى الكولونيل من يكاتبه» (1979). لفت الكتاب انتباه الناقد حسام الخطيب، فكتب أن شاباً فلسطينياً يترجم أدباً مجهولاً لقراء العربية. هذه الملاحظة قادتني إلى احتراف مهنة الترجمة. قلت لنفسي: أن تكون مترجماً مُهماً أفضل من أن تكون روائياً سيئاً. هكذا مزقت مخطوط روايتي الأولى من دون ندم، وانخرطت في ترجمة روايات الآخرين».

## المسيرة المهنيّة
بدأ صالح علماني عملهُ في وكالة الأنباء الفلسطينية ثم أصبحَ مُترجمًا في السفارة الكوبية بدمشق وعمل في وقتٍ لاحقٍ في وزارة الثقافة السورية وبالضبطِ في مديرية التأليف والترجمة وكذا في الهيئة العامة السورية للكتاب إلى أن بلغَ سنَّ التقاعد عام 2009.
تخصص صالح منذ أواخر السبعينيات في ترجمة الأدب الأميركي اللاتيني ثمَّ زادت شهرته حينما ترجمَ لأبرز كتاب أميركا اللاتينية بما في ذلك غابرييل غارسيا ماركيز و‌إيزابيل الليندي و‌جوزيه ساراماغو و‌إدواردو غاليانو وآخرين، وتُعدُّ ليس للكولونيل من يكاتبه أول روايةٍ ترجمها صالح علماني لكاتبها ماركيز والتي حظيت بحفاوة صحافية من صحيفتي النهار والأخبار الأمر الذي شجعه – بحسبه – لأن يستمر في الترجمة.

## تكريم
بعدما ترجمَ عشرات الكُتب عن الإسبانية؛ طالبَ خمسةٌ من أبرز كتّاب أميركا اللاتينية الذين ترجم لهم الحكومة الإسبانية بأن تمنحه الإقامة تكريمًا لمنجزه في «نقلِ إبداعات اللغة الإسبانية إلى العربية»؛ وهو ما حصلَ حينما مُنح الإقامة في إسبانيا مع عائلته بعد نزوحه من سوريا.
حصل على العديد من الجوائز والأوسمة لعمله من مدرسة المترجمين في توليدو (جزء من جامعة كاستيا لا مانشا، 2013)؛ وسام الثقافة والعلوم والفنون الفلسطيني (للكتابة الإبداعية)، الرئيس الفلسطيني، محمود عباس، (2014)؛ اتحاد الكتاب العرب في طنجة، المغرب وأبو ظبي (2015)؛ جائزة جيرارد كريمونا للترجمة الدولية (2015)؛ وجائزة عبد الله بن عبد العزيز الدولية للترجمة (في فئة الإنجاز الفردي، 2016).
حصلَ علماني على العديد من الجوائز والأوسمة على أعماله من مدرسة طليطلة للمترجمين عام 2013، وفي عام 2014 حصل على وسام الثقافة والعلوم والفنون الفلسطيني (للكتابة الإبداعية) من الرئيس الفلسطيني محمود عباس. في عام 2015 على جائزة «جيرار دي كريمونا» للترجمة، وحصل عام 2016 على جائزة الملك عبد الله بن عبد العزيز العالمية للترجمة ضمن فئة الإنجاز الفردي. حصل على جائزة الشيخ حمد للترجمة عم 2017؛ شارك علماني في العديد من المؤتمرات والندوات العربية والدولية حول الترجمة. كان عضواً في لجنة تحكيم جائزة البوكر للرواية العربية في دورتها لعام 2016- 2017؛ وأشرف على عدد من ورش الترجمة التطبيقية في الترجمة في معهد سيرفانتس بدمشق.

## قالوا عنه
وصفه الروائي ماريو فارغاس يوسا، الحائز على نوبل 2010: «أسهم صالح علماني بعمله كمترجم في نشر الأدب الأميركي اللاتيني في العالم العربي، وبفضله صار عدد كبير منا، نحن الكتاب الأمريكيين اللاتينيين، مقروءًا ومعروفًا في الشرق».
فيما قال محمود درويش بأن علماني «ثروة وطنية يجب تأميمها».

## آراؤه
يرى علماني أن المشكلة أثناء الترجمة في اللهجات الأميركية اللاتينية وليس في اللغة الإسبانية بحدّ ذاتها؛ حيثُ أن تلك اللهجات تختلف من بلد إلى آخر لكنَّ «دراسته الطب ومعرفتهُ بشعوب القارة وأحوال معيشتهم وحكاياتهم وخرافاتهم وآلامهم وموسيقاهم، واطلاعه على تاريخ أميركا اللاتينية بشكلٍ عام ساعدهُ في فهمِ كل الاختلافات.»

## قائمة الكتب المُترجَمة
هذه قائمة مُصغَّرة بأشهر الكُتب التي ترجمها صالح علماني:
ترجمَ للراوئي غابرييل غارسيا ماركيز
- الحب في زمن الكوليرا
- قصة موت معلن
- ليس لدى الكولونيل من يكاتبه
- مئة عام من العزلة
- عشت لأروي
- ذاكرة غانياتي الحزينات
- ساعة الشؤم
- الجنرال في متاهة

ترجم للراوئي ماريو بارغاس يوسا
- حفلة التيس
- دفاتر دون ريغوبرتو
- رسائل إلى روائي شاب
- في امتداح الخالة
- من قتل بالومينو موليرو
- شيطنات الطفلة الخبيثة

ترجم للروائية إيزابيل الليندي
- إنيس... حبيبة روحي
- ابنة الحظ
- صورة عتيقة
- حصيلة الأيام
- باولا

ترجم كتبًا أخرى منها
- كل الأسماء (جوزيه ساراماغو)
- انقطاعات الموت (جوزيه ساراماغو)
- الكهف، (جوزيه ساراماغو)
- مدينة الأعاجيب (إدواردو ميندوثا)
- رؤى لوكريثيا (خوسيه ماريا ميرينو)
- الريح القوية: (ميغل أنخل أستورياس)
- أبوباباكواك (برناردو أتشاغا)
- كرة القدم بين الشمس والظل (إدواردو غاليانو)
- عرس الشاعر (أنطونيو سكارميتا)
- بيدرو بارامو (خوان رولفو)
- عبده بشور الحالم بالسفن (ألفارو موتيس)
- النشيد الشامل (بابلو نيرودا)
- شيء من حياتي (ترجمة)
- مختارات شعرية لالبيرتي (ترجمة)
- القطار الأصفر (رواية للأطفال)
- الدب القطبي (رواية للأطفال)
- أربع مسرحيات (ترجمة)

## الوفاة
تُوفيّ صالح علماني في صبيحة الثالث من كانون الأول/ديسمبر عن عمرٍ ناهز الـ 70 سنة في مدينة بلنسية، ونعاهُ عددٌ من الكُتَّاب والمترجمين بما في ذلك الروائيّة الكويتية بثينة العيسى، دلع المفتي، فؤاد الفرحان وغيرهم.